# Басо континуо
Басо континуо (на италиански: basso continuo – непрекъснат бас) е особен маниер на записване на музикален акомпанимент, характерен най-вече за барока.
Използва се инструмент, осигуряващ акордов акомпанимент - клавирен или струнен инструмент, като лютня, заедно с друг басов инструмент, като виолончело или фагот. Клавирният инструмент обикновено е бил клавесин, но може да е и орган, малък портативен инструмент.
При басо континуо се изписват само основните, басови тонове на акомпанимента. Хармонията, както в много случаи и солиращата партия, са въпрос на импровизация. Понякога обаче бароковите композитори са поставяли специални обозначения, подсказващи правилната хармонична или мелодична фигура. Въпреки това басо континуо си остава изцяло импровизационна музикална форма. Типичен пример е баховият концерт за две цигулки, струнни и басо континуо в ре минор.
В по-късно време много от произведенията за басо континуо са аранжирани така, че елементът на импровизацията се е изгубил. Много по-сетнешни композитори като Франц Шуберт, Лудвиг ван Бетовен, Антон Брукнер, Бенджамин Бритън, Алфред Шнитке и др. използват имитации на басо континуо.